# امس (نیویورک)
امس، نیو یورک (به انگلیسی: Ames, New York) یک منطقهٔ مسکونی در ایالات متحده آمریکا است که در ایالت نیویورک واقع شده‌است.

## خصوصیات
امس ۰٫۳ کیلومترمربع مساحت و ۱۴۵ نفر جمعیت دارد و ۲۱۵ متر بالاتر از سطح دریا واقع شده‌است.